# Devolución en caliente

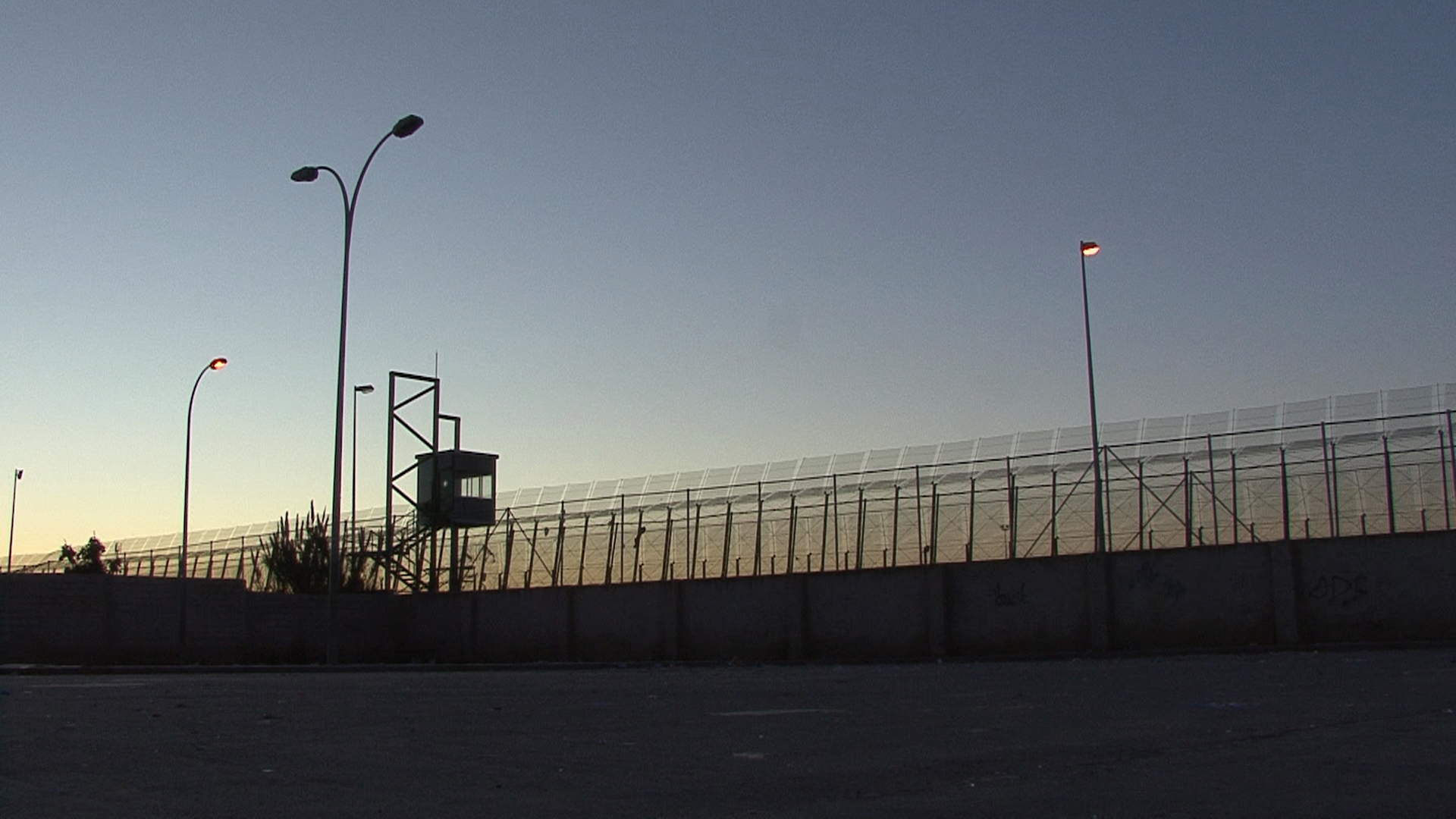
Valla de Melilla

En derecho migratorio, específicamente en España, una devolución en caliente o devolución sumaria es la práctica, generalmente por parte de los cuerpos de seguridad del estado, de expulsar del país a un inmigrante irregular en el momento en el que intenta cruzar la frontera, sin serles aplicadas ninguna de las protecciones y garantías de la legislación de extranjería del país.
El Subcomité para la Prevención de la Tortura de Naciones Unidas ha declarado que las devoluciones en caliente atentan contra los derechos humanos. No obstante, en febrero de 2020 una sentencia del Tribunal Europeo de Derechos Humanos señaló que la devolución sumaria de un ciudadano maliense y otro marfilense durante un intento de cruce masivo en 2014, no constituyó una violación de derechos humanos, ya que según el Tribunal los Estados están en su derecho de devolver en caliente a sus lugares de procedencia cuando la entrada en el territorio se produce por la fuerza. A pesar de ello, existen limitaciones relativas a la vulnerabilidad de las personas devueltas, debiendo garantizar especial protección a menores, mujeres y personas enfermas o de edad avanzada.
En España, la Ley de Seguridad Ciudadana de 2015 convirtió en legal de forma efectiva esta práctica, y la Guardia Civil española la ha llevado a cabo en distintas ocasiones. En 2023 el Defensor del Pueblo consideró probado que las devoluciones en caliente realizadas durante la tragedia de la valla de Melilla de 2022 no habían sido legales, al no haber posibilitado la identificación de personas vulnerables, en contra del criterio del Ministerio de Interior y la Fiscalía.

## Historia
El término "devolución en caliente" comenzó a ser usado por los medios en 2005. En septiembre de ese año varios cientos de personas provenientes de África subsahariana intentaron cruzar la valla de Ceuta para adentrarse en territorio español. La respuesta por parte de la Guardia Civil provocó cinco muertos y más de 100 heridos. Un total de 156 personas consiguieron cruzar. Varias decenas de inmigrantes fueron detenidos y, sin ser procesados por las autoridades judiciales, fueron transportados de vuelta al desierto. Un mes después, en octubre de 2005, alrededor de 700 inmigrantes intentaron un cruce en la valla de Melilla.

## Legalidad
Existe un consenso entre tribunales internacionales[¿cuál?] y ONG como Human Rights Watch o Amnistía Internacional sobre la ilegalidad de las devoluciones en caliente y en el que constituyen una violación de los derechos del migrante. Estos organismos suelen argumentar los siguientes motivos contra ellas:[cita requerida]
- La expulsión inmediata de una persona nada más cruzar la frontera implica que no hay ningún expediente o dato en el que se indique por escrito que tal persona cruzó la frontera.
- En cada país existen una serie de derechos y garantías que se aplican a una persona al pisar su territorio. La expulsión inmediata de la persona niega estos derechos.
- Esta práctica ignora las circunstancias que llevan a una persona a cruzar de forma ilegal una frontera, como persecución política, por parte de bandas criminales o por su religión, etnia u orientación sexual.
- En ningún caso se produce un arresto por parte de las autoridades, por lo que durante la devolución el migrante se encuentra detenido ilegalmente, sin derecho a un abogado, y sin familiares o personas cercanas que sepan de su paradero. En múltiples casos los inmigrantes han sido retornados a lugares completamente distintos a los de partida.[6]

En 2017 más de ochenta organizaciones para los derechos humanos firmaron una petición al entonces ministro del Interior Juan Ignacio Zoido para concretar el número de personas devueltas tras cruzar la frontera. La comparecencia de dicho ministro nunca se llegó a producir en el período de gobierno del Partido Popular.
En 2020 tanto el Tribunal Europeo de Derechos Humanos como el Tribunal Constitucional de España avalaron en sendas resoluciones la legalidad de las devoluciones en caliente.

## Justificaciones de su uso
En España el gobierno, entre 2011 y 2018, ha negado en varias ocasiones el que se produzcan devoluciones en caliente en Ceuta y Melilla, llamándolas en su lugar "rechazar al que quiere entrar ilegalmente". En 2018, el entonces Ministro de Interior, Fernando Grande-Marlaska, justificó las devoluciones en caliente llevadas a cabo en Ceuta, después de que más de 700 subsaharianos saltarán la valla y tras el colapso del sistema de acogida de inmigrantes, y afirmó que dichas devoluciones no eran tales dado que los inmigrantes no habían pisado suelo español.
Según el alcalde de Melilla Juan José Imbroda, al utilizar el término "devoluciones en caliente" se está "equiparando al señor que salta la valla, muchas veces con violencia, con el que va a pedir asilo político a la oficina de frontera"